# Don Walsh
Don Walsh (Berkeley, 2 novembre 1931 – Myrtle Point, 12 novembre 2023) è stato un oceanografo ed esploratore statunitense.

## Biografia
Il 23 gennaio 1960, assieme a Jacques Piccard, a bordo del Batiscafo Trieste è sceso sino al fondo della Fossa delle Marianne a 10.902 m sotto il livello del mare, un primato che è rimasto imbattuto (condiviso con la discesa in solitaria di James Cameron nel 2012).
Walsh è stato associato all'oceanografia, all'ingegneria e a diverse attività marine per più di 50 anni; è stato Capitano nell'U.S. Navy.. Ha trascorso 15 anni per mare. Ha conseguito un Bachelor's degree in ingegneria dalla U.S. Naval Academy, una Master of Science in Scienze Politiche dalla San Diego State University e un Ph.D. in Oceanografia Fisica dalla Texas A&M University.
È stato designato dai presidenti Jimmy Carter e Ronald Reagan alla U.S. National Advisory Committee on Oceans and Atmosphere, ed è stato membro del Law of the Sea Advisory Committee for the U.S. Department of State.